# Le Secret des Templiers
Pour plus de détails, voir Fiche technique et Distribution.
Le Secret des Templiers (Tempelriddernes skat) est un film danois réalisé par Kasper Barfoed, sorti en 2006.

## Synopsis
L'intrigue commence à Bornholm au Danemark. Trois enfants, passionnés par les grands mythes, se lancent à la recherche d'un trésor ayant appartenu aux Templiers et disparu depuis le XIVe siècle.

## Fiche technique
- Titre : Le Secret des Templiers
- Titre original : Tempelriddernes skat
- Titre international : The Lost Treasure of the Knights Templar
- Réalisation : Kasper Barfoed
- Scénario : Søren Frellesen et Philip LaZebnik
- Production : Mie Andreasen, Kim Magnusson (en) et Tivi Magnusson
- Société de production : M&M Productions
- Musique : Jeppe Kaas
- Photographie : Jan Richter-Friis
- Montage : Kasper Leick
- Décors : Charlotte Bech
- Costumes : Manon Rasmussen
- Pays d'origine : Danemark
- Format : Couleurs - 2,35:1 - Dolby Digital - 35 mm
- Genre : Aventure
- Durée : 85 minutes
- Dates de sortie : 3 février 2006 (Danemark), 5 septembre 2007 (Belgique)

## Distribution
- Julie Grundtvig Wester : Katrine
- Christian Heldbo Wienberg : Nis
- Nicklas Svale Andersen : Mathias
- Frederikke Thomassen : Fie
- Peter Gantzler : Christian
- Ulf Pilgaard : Johannes
- Kurt Ravn : Erik Isaksen
- Birgitte Simonsen : Anette
- Bent Conradi : Graver
- Søren Steen : Postbud

## Autour du film
- Le tournage s'est déroulé à Amager, Bornholm et Kongens Lyngby, au Danemark.

## Bande originale
- No One Does It Better, interprété par Warwick Avenue
- Let It Out, interprété par Warwick Avenue
- Monkey Mercedes, interprété par The Mopeds
- Special, interprété par The Mopeds

## Distinctions
- Prix du public, lors du festival Cinekid en 2006.
- Prix du jury enfant, lors du Festival du film de Hambourg en 2006.
- Prix du jury enfant, lors des Lübeck Nordic Film Days en 2006.